# 24.ª Avenida Suroeste
La 24.ª Avenida Suroeste (Vigesimocuarta Avenida Suroeste) es una vía de carácter mixto ubicada en el cuadrante suroeste de Managua, Nicaragua. Su trazado está dividido en varios segmentos que conectan barrios históricos, comerciales y residenciales.

## Trazado
El primer tramo comienza al sur del Cementerio Central de Managua, en la intersección con la 4.ª Calle Suroeste, y se extiende hasta la 10.ª Calle Suroeste, en el Barrio Manuel Olivares.
El segundo segmento inicia desde la intersección con la Pista Benjamín Zeledón en el Barrio Altagracia, atravesando sectores del Barrio El Recreo a través de tramos discontinuos. A partir de la 37.ª Calle Suroeste, la vía toma el nombre de Avenida Miguel Ángel Formos, continuando hacia el sur y cruzando la Pista Suburbana hasta finalizar en la 65.ª Calle Suroeste en el sector sur del Barrio San Judas.

## Intersecciones principales
- 4.ª Calle Suroeste – Acceso al Cementerio Central
- 10.ª Calle Suroeste – Cruce residencial en el Barrio Manuel Olivares
- Pista Benjamín Zeledón – Vía arterial este-oeste
- 37.ª Calle Suroeste – Inicio de la Avenida Miguel Ángel Formos
- Pista Suburbana – Cruce clave en el sector suroeste
- 65.ª Calle Suroeste – Límite sur de la vía

## Barrios que atraviesa
- Manuel Olivares
- Altagracia
- El Recreo (Managua)
- San Judas

## Coordenadas
12°6′52″N 86°16′12″O / 12.11444, -86.27000